# Liolaemus cinereus
Liolaemus cinereus — вид ігуаноподібних ящірок родини Liolaemidae. Ендемік Аргентини.

## Поширення і екологія
Liolaemus cinereus відомі з типової місцевості, розташованої на півдні Національного парку Сан-Гільєрмо в департаменті Іглесія, в провінції Сан-Хуан, на висоті 2270 м над рівнем моря. Вони живуть в напівпосушливих чагарникових заростях Larrea divaricata, Prosopis alpataco і Bulnesia retama, що ростуть на піщаних і кам'янистих ґрунтах.